# Індивідуальний стиль
Індивідуáльний стиль  – це сукупність мовно-виражальних засобів, які виконують естетичну функцію і вирізняють мову окремого письменника з-поміж інших; своєрідність мови окремого індивіда. Стиль індивідуальний співвідноситься з поняттями ідіолект, ідіостиль. 

## Дослідження
При дослідженні авторських текстів науковець неминуче натрапляє на проблему розуміння авторського стилю. Стиль як модель мовлення слугує базою для формування існування особливостей стилю кожного індивіда. У сучасній лінгвостилістиці для позначення характерних рис індивідуального мовлення письменника паралельно використовують терміни «стиль», «стиль автора», «ідіостиль», «ідіолект», «індивідуальний стиль», «авторський стиль», «авторський ідіолект», що не мають чіткої і прозорої дефініції та критеріїв розмежування.  Різні способи називання явища – свідчення різних підходів до його розуміння. З поняттям «мовна особистість» можна співвіднести поняття «ідіостиль». Автори енциклопедії «Українська мова» намагаються встановити певні спільні ознаки і не розмежовують поняття: стиль індивідуальний, ідіолект .  
Поняття «індивідуальний стиль» насамперед застосовують до стилю письменника, майстра слова. Саме талановитий письменник виробляє свою мову, вживає свої характерні вислови, звороти, по-своєму оригінально будує фрази, використовує улюблені слова. Термін ідіолект посідає одне з центральних місць у лінгвістичній терміносистемі. В англомовний науковий обіг він був уведений приблизно в 40- х роках минулого століття; етимологія терміна досить прозора: грецьк. ídios “свій, своєрідний, особливий” і lect, як у слові діалект, яке, своєю чергою, датується XVI ст. і походить від грецького diálectos “розмова, промова, полеміка, спосіб мовлення, місцева говірка, стиль”. У пострадянському лінгвістичному термінопросторі цей термін поширився приблизно з кінця 70-х років минулого століття. У широкому розумінні ідіолект — це взагалі реалізація певної мови в устах індивіда, тобто сукупність текстів, породжуваних мовцем і досліджуваних лінгвістом з метою вивчення системи мови. Ідіолект у вузькому значенні — тільки специфічні мовленнєві особливості певного носія мови. Дослідження індивідуальних стилів майстрів українського слова актуальними в кількох планах.  
Для історії української літературної мови такі дослідження є важливими тим, що показують роль письменників у нормуванні і розвитку літературної мови, в окресленні певних періодів і етапів життя національної мови. Для лінгвостилістики студії індивідуальних стилів цікаві тим, що показують, як реалізуються можливості художнього стилю відповідно до естетичних задумів автора, як мовотворчість окремих письменників збагачує виражальні засоби загальнонаціональної мови. Для мистецтва слова індивідуальні стилі важливі тим, що розкривають естетичні потенції мовних одиниць, конкретизують їх в окремішній мовній практиці. 

## Особливості стилю
Певна міра індивідуальності мовлення властива кожному мовцеві, але помітною індивідуальність стає здебільшого тоді, коли виявляється через досконале, яскраве і багате звучання, через оригінальне використання засобів загальнонаціональної мови. Часто індивідуальний стиль — це прорив мовних особливостей індивіда через поширену і панівну типову форму мовлення, тобто через загальноприйнятий стиль. Індивідуальний стиль є складною комбінацією світовідчуття, світогляду, світорозуміння, манери зображення, трактування теми, використання жанрових форм, формально-змістових чинників творів. У ставленні до громадського буття виявляються творчий темперамент митця, уміння гостро і майстерно поставити актуальні питання, адресовані суспільству, окремим категоріям людей.